# Susanne Möller
Susanne Kristina Möller (* 3. Mai 1980) ist eine schwedische Moderatorin und Journalistin.
Möller moderierte die Computerspiele-Sendungen Kontroll im Sveriges Television und Extraliv auf TV4. Sie schreibt in der Zeitung Dagens Nyheter und in ihrem Blog auf der Webseite der Zeitung über Computerspiele.